# Trimming
Trimování (někdy též stripování) je v programování proces odstranění mezer (nebo obecněji bílých znaků, zejména konce řádků) na začátku a na konci řetězce.
Příklad v ECMAScriptu:
```
"   ... nazdar, světe!\n"
.
trim
()
 
/*

=> "... nazdar, světe!"           */

```